# بطولة البريمافيرا الوطنية
بطولة البريمافيرا الوطنية (بالإيطالية: Campionato Nazionale Primavera)‏، المعروفة أكثر باسم كأس جاشينتو فاكيتي (بالإيطالية: Trofeo Giacinto Facchetti)‏ هي مسابقة كرة القدم للشباب في إيطاليا. بدأت منذ 1962 ولغاية 2017، وكانت تنظم من قبل رابطة الدوري الإيطالي (بالإيطالية: Lega Serie A)‏. عُقدت النسخة الأولى في موسم 1962-1963 ، بدلاً من كامبيوناتو كاديتي (بالإيطالية: Campionato Cadetti)‏, ولكن لأغراض دعائية أصبحت تسمى كأس جياسينتو فاكيتي. أكثر الفرق تحقيقاً للقب هو نادي تورينو للشباب حيث فاز باللقي في 9 مناسبات.
بدءاً من موسم 2017-18 ، تم استبدال بطولة البريمافيرا الوطنية ببطولتين هما دوري البريمافيرا 1 (بالإيطالية: Campionato Primavera 1 )‏ و دوري البريمافيرا 2 (بالإيطالية: Campionato Primavera 2)‏.

## الفائزون باللقب
| - 1962–63 نادي يوفنتوس (A) و كومو (B) - 1963–64 إنتر ميلان بريميفيرا (A) و نادي أودينيزي (B) - 1964–65 إيه سي ميلان بريميفيرا (A) و سبال (B) - 1965–66 إنتر ميلان بريميفيرا (A) و نادي بادوفا (B) - 1966–67 نادي تورينو (A) و هيلاس فيرونا (B) - 1967–68 نادي تورينو (A) و هيلاس فيرونا (B) - 1968–69 إنتر ميلان بريميفيرا (A) و نادي بريشيا (B) - 1969–70 نادي تورينو - 1970–71 نادي فيورتينا - 1971–72 نادي يوفنتوس - 1972–73 نادي روما - 1973–74 نادي روما - 1974–75 نادي بريشيا - 1975–76 نادي لاتسيو - 1976–77 نادي تورينو - 1977–78 نادي روما - 1978–79 نادي نابولي - 1979–80 نادي فيورتينا - 1980–81 نادي أودينيزي - 1981–82 نادي تشيزينا - 1982–83 نادي فيورتينا - 1983–84 نادي روما - 1984–85 نادي تورينو - 1985–86 نادي تشيزينا - 1986–87 نادي لاتسيو - 1987–88 نادي تورينو - 1988–89 إنتر ميلان بريميفيرا - 1989–90 نادي روما |  | - 1990–91 نادي تورينو - 1991–92 نادي تورينو - 1992–93 أتالانتا - 1993–94 نادي يوفنتوس - 1994–95 نادي لاتسيو - 1995–96 نادي بيروجيا - 1996–97 نادي بيروجيا - 1997–98 أتالانتا - 1998–99 نادي إمبولي - 1999–00 باري - 2000–01 نادي لاتسيو - 2001–02 إنتر ميلان بريميفيرا - 2002–03 نادي ليتشي - 2003–04 نادي ليتشي - 2004–05 نادي روما - 2005–06 نادي يوفنتوس - 2006–07 إنتر ميلان بريميفيرا - 2007–08 نادي سامبدوريا - 2008–09 نادي باليرمو - 2009–10 نادي جنوى - 2010–11 نادي روما - 2011–12 إنتر ميلان بريميفيرا - 2012–13 نادي لاتسيو - 2013–14 كييفو فيرونا - 2014–15 نادي تورينو - 2015–16 نادي روما - 2016–17 إنتر ميلان بريميفيرا - Since 2017–18 See دوري البريمافيرا 1 ودوري البريمافيرا 2 |